# Sottoprefettura di Kushiro
La sottoprefettura di Kushiro (釧路支庁, Kushiro-shichō?) è una sottoprefettura della prefettura di Hokkaidō, Giappone. Ha un'area di 5.996,38 chilometri quadrati e una popolazione di 271.196 abitanti al 2004. È stata fondata nel 1897.

## Geografia fisica

### Città
- Kushiro (capoluogo)

### Distretti
- Distretto di Akan
  - Tsurui
- Distretto di Akkeshi
  - Akkeshi
  - Hamanaka
- Distretto di Kawakami
  - Shibecha
  - Teshikaga
- Distretto di Kushiro
  - Kushiro
- Distretto di Shiranuka
  - Shiranuka